# Flugplatz Betzdorf-Kirchen

i7
i11
i13
Der Flugplatz Betzdorf-Kirchen (ICAO-Code: EDKI) ist ein Verkehrslandeplatz im Kreisgebiet Altenkirchen, nahe den Ortschaften Katzwinkel und Wingendorf.

## Geschichte
- 1958: Erschließung des Fluggeländes auf dem Höhenrücken zwischen Katzwinkel und Wingendorf
- 1959: Zulassung des Platzes als Segelfluggelände. Gestartet wurde zunächst ausschließlich im Windenschleppbetrieb
- 1963: Die umfangreichen Arbeiten zur Verbreiterung und Einebnung der Landebahn wurden abgeschlossen
- 1964: Das bisherige Segelfluggelände wurde offiziell als Verkehrslandeplatz „Betzdorf-Kirchen“ zugelassen
- 1970: Auf dem Flugplatz fand letztmals ein Großflugtag statt, der mit dem tödlichen Absturz eines Motorkunstfliegers endete
- 1981: seit 1981 wird alljährlich am ersten Septemberwochenende ein sogenanntes Flugplatzfest veranstaltet
- 1987: Die Landebahn des Flugplatzes wurde mit Sportförderungsmitteln des Landes Rheinland-Pfalz und finanzieller Unterstützung des Landkreises Altenkirchen einer umfassenden Sanierungsmaßnahme unterzogen
- 2005: Der Segelflugclub Betzdorf-Kirchen ist Ausrichter des Landessegelfliegertages Rheinland-Pfalz. Zu Gast ist der ehemalige Weltraumpilot Ulf Merbold
- 2014: Der Segelflugclub Betzdorf-Kirchen ist erneut Ausrichter des Landessegelfliegertages Rheinland-Pfalz. Als Höhepunkt, ein Vortrag von Dörte Starsinski, Vizeweltmeisterin in der Clubklasse Frauen.

## Daten
- beheimateter Verein: Segelflugclub Betzdorf-Kirchen

## Pläne
In den nächsten Jahren soll die Start- und Landebahn um ca. 150 m verlängert und an einigen Stellen auch verbreitert werden.
Für einen umweltschonenderen, leiseren und kostengünstigeren Segelflugbetrieb soll eine Seilwinde angeschafft werden.